# Kantatie 54
Pour les articles homonymes, voir Route 54.
La route principale 54 (en finnois : Kantatie 54) est une route principale allant de Hollola à Tammela en Finlande.

## Description
La route 55 constitue un itinéraire alternatif de Lahti à Forssa et plus loin à Turku.

## Parcours
La route parcourt les municipalités suivantes :
- Hollola ()
- Kärkölä ()
- Hausjärvi ()
- Riihimäki (, )
- Loppi ()
- Hämeenlinna
- Tammela (, )